# Acido dicloroacetico
L'acido dicloroacetico (nome IUPAC: acido dicloroetanoico) è un acido carbossilico alogenato di formula CHCl2COOH.
La sua struttura è quella di un acido acetico al quale due dei tre atomi d'idrogeno del gruppo metilico sono sostituiti da due atomi di cloro. È preparato per riduzione dell'acido tricloroacetico.

## Chimica
La chimica dell'acido dicloroacetico è ampiamente legata a quella degli acidi organici alogenati. È un membro della famiglia degli acidi cloroacetici. Lo ione dicloroacetato è prodotto dalla dissoluzione in acqua. Si tratta di un acido forte con una pKa di 1,3, ed è molto corrosivo ed estremamente distruttivo dei tessuti muscolari e delle vie respiratorie superiori.

## Meccanismo d'azione ed usi
Lo ione dicloroacetato (DCA) stimola l'attività dell'enzima piruvato deidrogenasi e inibisce il suo enzima regolatore piruvato deidrogenasi chinasi 2 (PDHK2). Il composto interagisce direttamente con la chinasi suddetta e solo l'anno scorso è stato identificato il meccanismo molecolare. Il DCA forma legami ionici con i residui 382 e 383 dell'enzima (un acido aspartico ed un triptofano, rispettivamente), provocando un cambiamento di conformazione dell'enzima ed un rallentamento della sua cinetica.
Nel complesso, quindi, il DCA diminuisce la produzione di lattato. Questa proprietà è stata originariamente utilizzata sia per studiare il metabolismo dell'acido lattico, che per trattare le situazioni di latticoacidosi. Si è anche scoperto che l'inibizione della PDHK2 migliora la performance ventricolare cardiaca in due modelli animali sperimentali. Se ciò fosse confermato, il DCA potrebbe essere impiegato come supplemento terapeutico nei pazienti con scompenso cardiaco. È ancora in corso lo studio dell'utilizzo del DCA come dicloroacetato di sodio come agente per l'autocombustione mitocondriale (apoptosi) dei tumori nelle specie animali, avendo avuto la ricerca in merito esiti contrastanti.

### Effetti collaterali
L'utilizzo terapeutico del DCA può causare dolori, rigonfiamenti e disturbi della circolazione. Il dicloroacetato può anche avere effetti ansiolitici o sedativi.

## Potenziali applicazioni nella cura del cancro
Uno studio di fase I pubblicato nel gennaio 2007 dai ricercatori dell'Università dell'Alberta, che aveva provato il DCA su cellule tumorali umane coltivate in topi ha rilevato che il DCA ha ripristinato la funzione mitocondriale, in modo da ripristinare l'apoptosi così riducendo il tumore
Questo risultato ottenne grande attenzione da parte dei media a partire da un articolo sul New Scientist intitolato terapia economica, priva di effetti collaterali uccide la maggior parte dei tumori. Come conseguenza di questo risalto dato dai media l'American Cancer Society e altre organizzazioni iniziarono a occuparsi della questione
Al 2012 negli Stati uniti non sono ancora stati condotti studi sull'uomo mentre in Canada non sono ancora definitivi sottolineando la necessità di cautela nell'interpretazione dei risultati preliminari.

### Sperimentazione di fase II
In studi in vitro, Evangelos Michelakis dell'Università di Alberta ha scoperto che in campioni di tessuto di 49 pazienti, il DCA ha causato la depolarizzazione dei mitocondri nel tessuto del glioblastoma multiforme (GBM) ma non nel tessuto cerebrale sano.
Cinque pazienti con GBM primario sono stati inseriti in uno studio di fase II. Tre non avevano risposto a diverse chemioterapie, due erano di nuova diagnosi. Dopo la rimozione chirurgica della massa tumorale, sono stati trattati con DCA e chemioterapia.
Di questi cinque pazienti uno è morto dopo tre mesi. I quattro superstiti sono stati seguiti per i successivi quindici mesi. I loro punteggi, sulla base della scala di Karnofsky sono rimasti invariati in due casi mentre negli altri due hanno avuto diminuzione di 10 punti.. La DCA è stata associata alla regressione del tumore con minimi effetti collaterali.
Michelakis sta procedendo alla fase tre della sperimentazione utilizzando fondi di gruppi filantropici e di singoli donatori.
L'attuale status legale della DCA è quello di pubblico dominio poiché scoperta prima del 1864 e già usata in alcune terapie su animali.

### Preoccupazioni sull'uso del DCA prima della fine delle sperimentazioni
Dopo le sue iniziali pubblicazioni il New Scientist ha scritto in un editoriale: studi clinici dovrebbero iniziare presto. Ne può nascere una nuova classe di farmaci anti-cancro. Per ora, tuttavia, rimane sperimentale, non ancora ben collaudato sulle persone. Persone che auto-somministrandosi il farmaco rischiano di peggiorare la loro salute.
Nel 2010 è stato riscontrato che per tumori colorettali umani coltivati in topi, in condizioni di ipossia, la DCA ha causato un aumento della crescita dei tumori.. Questi risultati suggeriscono che, almeno in alcuni tipi di trattamento del cancro, il DCA potrebbe essere dannoso per la salute del paziente, evidenziando la necessità di ulteriori test prima di poter essere considerato un trattamento sicuro ed efficace del cancro